# 南俣神社
南俣神社（みなみまたじんじゃ）は、長野県長野市稲葉にある神社。

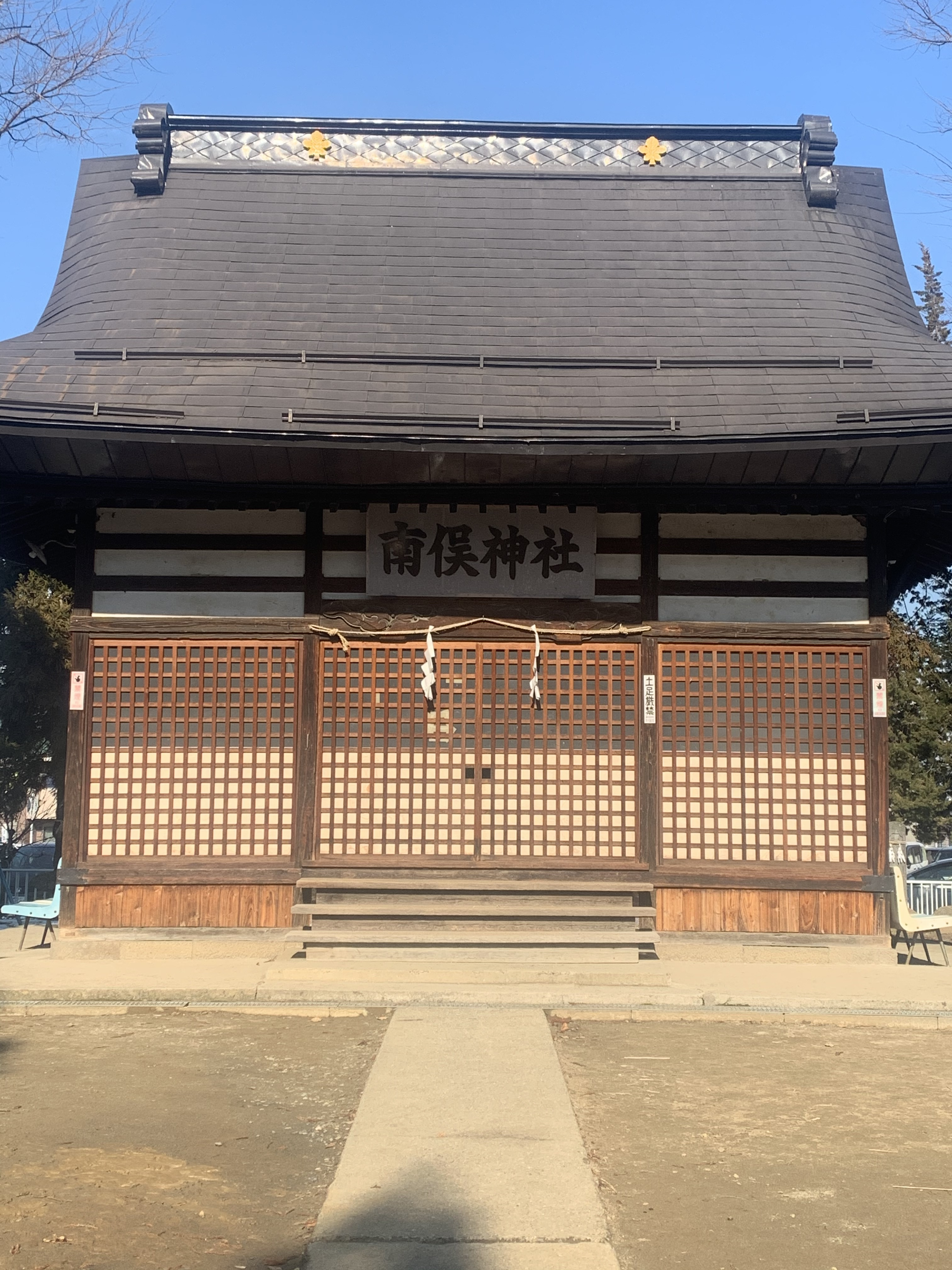
南俣神社本殿

## 概要
長野市稲葉の南俣団地の近くに産土神としての水又の宮、また水難除の守り神として祀られている。祭神は、保食神（飯縄神社の祭神）と健御名方命（諏訪大社の祭神）が崇敬されている。
昔、この周辺は東西に裾花川が流れており、そこで小船が荷物を運んでいた。降水量が多い季節になると、裾花川は溢れだし悪影響を与えていた。それらを最小限度に抑えて、その周辺住民の穏やかな日々が続くこととすべての穀物が豊かに実ることを願う水又の宮は大切な存在だった。
境内には、菅原道真公（幼少期から和歌・書道の才能を発揮し神童と称され、やがて学問の神様として信仰されている）・天手力雄命が祀られている南俣天満宮が建てられた。他にもヒムロ（ヒノキ科の古木）やケヤキなどの貴重な木がヒノキ科の古木等指定保存樹木の大木がそびえている。

## 由緒
裾花川の速度が各所で不規則に変わる流れを左右に分けていたことから水俣と呼ばれた。

## 歴史
- 1850年（嘉永3年） - 南俣神社と定められる。
- 1891年（明治24年） - 南俣天満宮が境内に建立された。
- 1976年（昭和51年） - ケヤキ3本、ヒムロ2本、イチョウ1本、計6本が長野市の指定保存木。

## 交通
- 長野駅から徒歩24分（1.9㎞）
- 権堂駅から徒歩28分（2.3㎞）
- 市役所駅前から徒歩24分（1.9㎞）
- 最寄りのバス停・路線
  - 長野駅から46系統（アルピコ交通（川中島バス）・長電バス共同運行）「南俣西」バス停下車徒歩2分

## 周辺
- 長野市立南部小学校
- 中部森林管理局
- 栗田郵便局
- ホテルルートイン第一長野